# Консервная банка (мультфильм)
«Консервная банка» — третий из трёх сюжетов мультипликационного альманаха «Весёлая карусель» № 8.

## Сюжет
Мальчик видит сон, в котором котёнок, к лапе которого он ранее ради веселья привязал консервную банку, вырастает в свирепого тигра. Зверь начинает гнаться за обидчиком, и в конце концов, тот «получает по заслугам» — сам оказывается с привязанной к ноге банкой. Проснувшись от такого ужасного кошмара, мальчик выключает радиоприёмник, где в это время демонстрируется специальный концерт по заявкам, и освобождает жалобно мяукающего котёнка, сидящего возле кровати, от консервной банки.

## Съёмочная группа
| автор сценария и режиссёр | Гарри Бардин         |
| художник                  | Светлана Гвиниашвили |
| оператор                  | Светлана Кощеева     |
| звукооператор             | Борис Фильчиков      |
| монтажёр                  | Любовь Георгиева     |

Звучит музыка из оперы "Севильский цирюльник" и из "В мире животных".